# スクワイア・ジャグマスター
スクワイア・ジャグマスター（Squier Jagmaster）はフェンダー傘下のスクワイアブランドのエレクトリック・ギターである。

## 概要
1997年にスクワイア・ビスタ・シリーズ（Squier Vista Series）として発売され、その後、ヴィンテージ・モデファイド・シリーズ（VINTAGE MODIFIED SERIES）として販売。掲載している仕様はヴィンテージ・モデファイド・シリーズとしてのジャグマスターのものである。
2023年1月現在、スクワイアの販売ラインナップには入っていない。

## 特徴
名前からわかるように、ボディシェイプはジャガーやジャズマスターに似た形状をしている。ピックガードはブラックが3プライ、サンバーストが4プライ。
ピックアップはダンカン・デザインドのハムバッカーを2基搭載。コントロールは1ボリューム、1トーンとシンプルな作りになっている。
ネックはメイプルのCシェイプ、指板はローズウッド。フレット数は21で、ミディアムジャンボサイズのものが採用されている。スケールはフェンダー・ムスタングなどと同じ24インチショートスケール（610mm）。
2009年時点ではブラックとサンバーストの2色のみがラインナップされていたが、それより以前はトレモロなど一部仕様の異なるキャンディアップルレッドや、同じ仕様で色のみ変更されたFactory Special Run（FSR、限定生産）のキャンディアップルレッドとレイク・プラシッド・ブルーが存在した。

## 使用ミュージシャン
- 降谷建志（Dragon Ash）デビュー当時にサーフグリーンのモデルをライブなどで使用していた。
- 真鍋吉明（the pillows）2000年代中期にVintage Modifiedシリーズの黒いジャグマスターをライブ、レコーディングで使用。後に、monokuroの磯谷直史に譲渡[2]。
- の子（神聖かまってちゃん）シングルコイルにカスタマイズされたシグネチャーモデルがスクワイアより発売された[3]。